# Nordisk Film

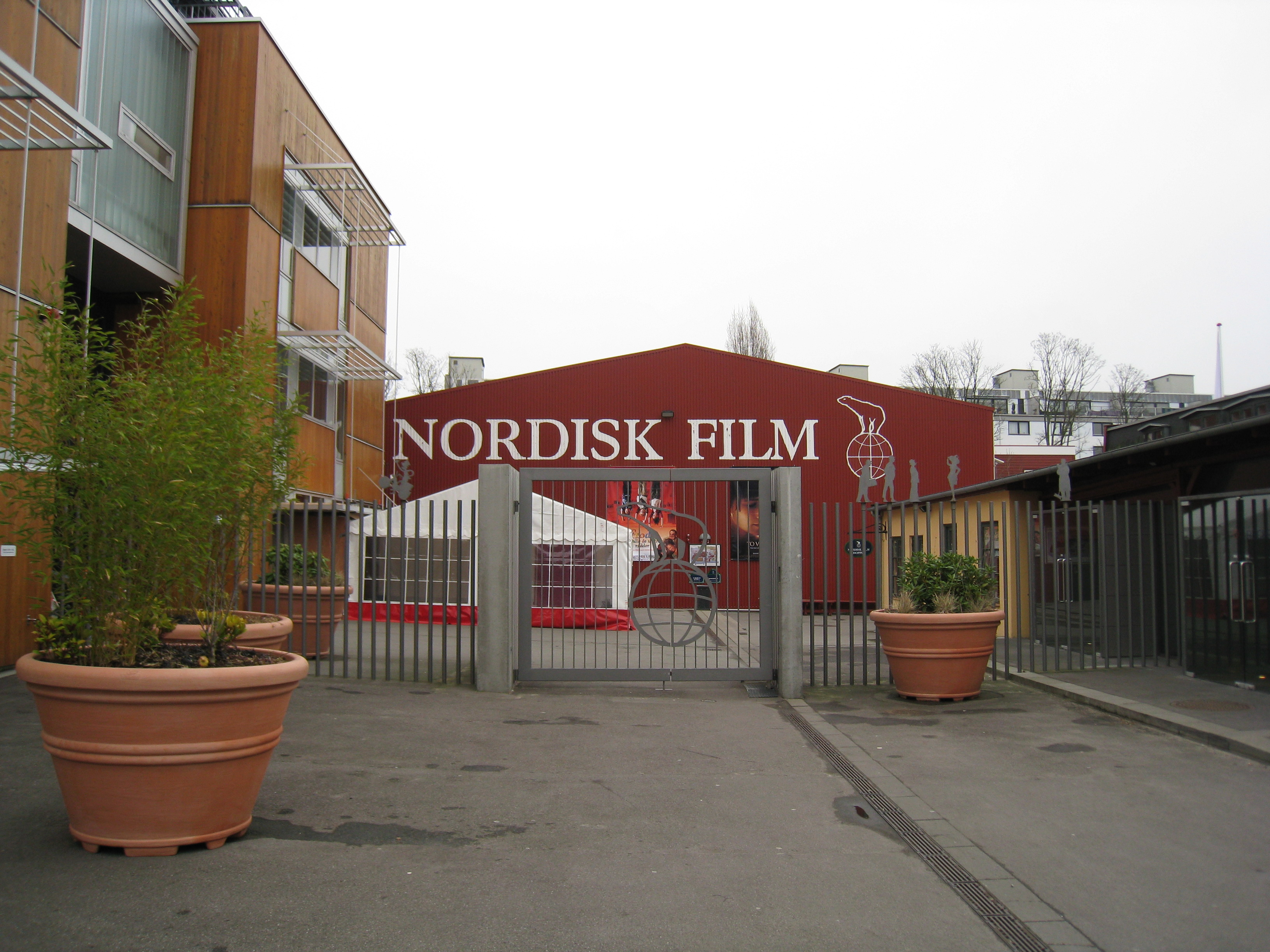
Sede de Nordisk Film en 2008

Nordisk Film (o Nordisk Film Distribution, filial estadounidense: Great Northern Film Company) es un estudio cinematográfico danés fundado en 1906 por el cineasta danés Ole Olsen. Es el tercer estudio cinematográfico más antiguo del mundo detrás de Gaumont y Pathé. Olsen comenzó su empresa en el suburbio Valby de Copenhague con el nombre de "Ole Olsen's Film Factory" (Fábrica de películas de Ole Olsen), pero pronto cambió el nombre por Nordisk Film Kompagni. En 1908, Olsen abrió una sucursal afiliada en Nueva York, Great Northern Film Company, para gestionar la distribución de sus películas en el mercado estadounidense. Como Nordisk Film, se convirtió en una empresa cotizante en bolsa en 1911.
En 1992 se fusionó con el grupo de medios Egmont y hoy opera como un grupo de producción y distribución de medios electrónicos que emplea a 1.900 personas. Los ingresos totales en 2015 ascendieron a aproximadamente 497 millones de euros. Nordisk Film es la productora de películas más antigua en operación en el mundo. Egmont Nordisk Film es el mayor productor y distribuidor de entretenimiento electrónico en la región nórdica. Nordisk Film incorpora todas las partes de la cadena de valor en el mundo del entretenimiento electrónico: desarrollo, producción, comercialización y distribución.
La compañía produce y coproduce largometrajes nacionales e internacionales en Dinamarca, Noruega y Suecia, que se distribuyen en cines de los países nórdicos. Las películas también se distribuyen internacionalmente para cine, video y televisión.
A través de la Nordisk Film Foundation, Nordisk Film desarrolla nuevos talentos y promueve la "buena narrativa fílmica". Con un presupuesto anual de aproximadamente 3,5 millones de coronas danesas, la Nordisk Film Foundation también ha contribuido al desarrollo de la industria cinematográfica danesa en los últimos 20 años ofreciendo becas, subvenciones para proyectos y premios. En 2015, la Nordisk Film Foundation lanzó el proyecto insignia "The Polar Bear's Author Camp", con lo que el presupuesto total asciende a 4,5 millones de euros.
El 18 de mayo de 2012, Nordisk Film firmó un contrato por varios años con Lionsgate para distribuir sus películas (junto con Summit Entertainment) en Escandinavia. En septiembre de 2012, DreamWorks firmó una asociación con Nordisk Film para la distribución de las películas de DreamWorks en Escandinavia. El 31 de marzo de 2017, 20th Century Fox firmó un acuerdo de distribución con Nordisk para Dinamarca y Suecia.